# Mesoleius frigidor
Mesoleius frigidor là một loài tò vò trong họ Ichneumonidae.